# Голд-Гілл (Орегон)
Голд-Гілл (англ. Gold Hill) — місто (англ. city) в США, в окрузі Джексон штату Орегон. Населення — 1335 осіб (2020).

## Географія
Голд-Гілл розташований за координатами 42°26′9″ пн. ш. 123°3′9″ зх. д. / 42.43583° пн. ш. 123.05250° зх. д. (42.435773, -123.052585).  За даними Бюро перепису населення США в 2010 році місто мало площу 1,99 км², уся площа — суходіл.

## Демографія
Згідно з переписом 2010 року, у місті мешкало 1220 осіб у 509 домогосподарствах у складі 336 родин. Густота населення становила 614 особи/км².  Було 552 помешкання (278/км²).
Расовий склад населення:
| - 93,5 % — білих - 1,6 % — корінних американців - 0,5 % — азіатів - 0,2 % — чорних або афроамериканців |

До двох чи більше рас належало 3,6 %. Частка іспаномовних становила 2,7 % від усіх жителів.
За віковим діапазоном населення розподілялося таким чином: 19,5 % — особи молодші 18 років, 66,1 % — особи у віці 18—64 років, 14,4 % — особи у віці 65 років та старші. Медіана віку мешканця становила 43,9 року. На 100 осіб жіночої статі у місті припадало 100,3 чоловіків;  на 100 жінок у віці від 18 років та старших — 97,2 чоловіків також старших 18 років.
Середній дохід на одне домашнє господарство  становив 49 494 долари США (медіана — 39 688), а середній дохід на одну сім'ю — 53 406 доларів (медіана — 45 500). Медіана доходів становила 45 521 долар для чоловіків та 32 159 доларів для жінок. За межею бідності перебувало 16,1 % осіб, у тому числі 21,1 % дітей у віці до 18 років та 10,4 % осіб у віці 65 років та старших.
Цивільне працевлаштоване населення становило 488 осіб. Основні галузі зайнятості: виробництво — 18,9 %, освіта, охорона здоров'я та соціальна допомога — 15,2 %, роздрібна торгівля — 14,5 %.